# Osoyoos
Osoyoos é a pequena cidade mais meridional do Vale Okanagan, na Colúmbia Britânica, entre Penticton e Omak. A cidade fica a 3,6 km ao norte da fronteira com os Estados Unidos, com o estado de Washington e é adjacente à Reserva Indígena Osoyoos.